# Barraca Vinyes de Broja
La barraca Vinyes de Broja, o barraca D-11, o barraca Cb-25, és una barraca de vinya situada al municipi de Subirats (Alt Penedès), en un marge de les vinyes de Cal Revella, a 260 m al sud-est de la capella de Sant Sebastià d'Ordal.
És una construcció aixecada en pedra seca situada en un desnivell al costat d'un camp de vinya. La seva planta és circular i de forma troncocònica. La construcció és de la tipologia de sostre de falsa volta, típic en aquestes edificacions (acostament de filades de pedra seca, sense cap mena de material d'unió, i amb una gran llosa per tapar el sostre). Té un diàmetre de 4,4 m i una alçada total de 2,5 m. El portal, orientat al sud, té una alçada de 126 cm, una amplada de 50 cm i un gruix de 85 cm. El sostre està cobert de terra amb lliris plantats amb l'objectiu que les arrels actuïn com a consolidant de la volta.
Els codis utilitzats en la denominació d'aquesta barraca procedeixen de dos estudis diferents que han intentat sistematitzar la informació sobre aquests elements arquitectònics al terme de Subirats. El primer codi (lletra + número) procedeix d'un estudi realitzat per Araceli Soler i Jaume Rovira. El segon codi (dues lletres + número) correspon a l'estudi realitzat per Crestabocs, Grup de Muntanya d'Ordal. Barraca Vinyes de Broja és el nom popular.